# ヘーラクレイダイ

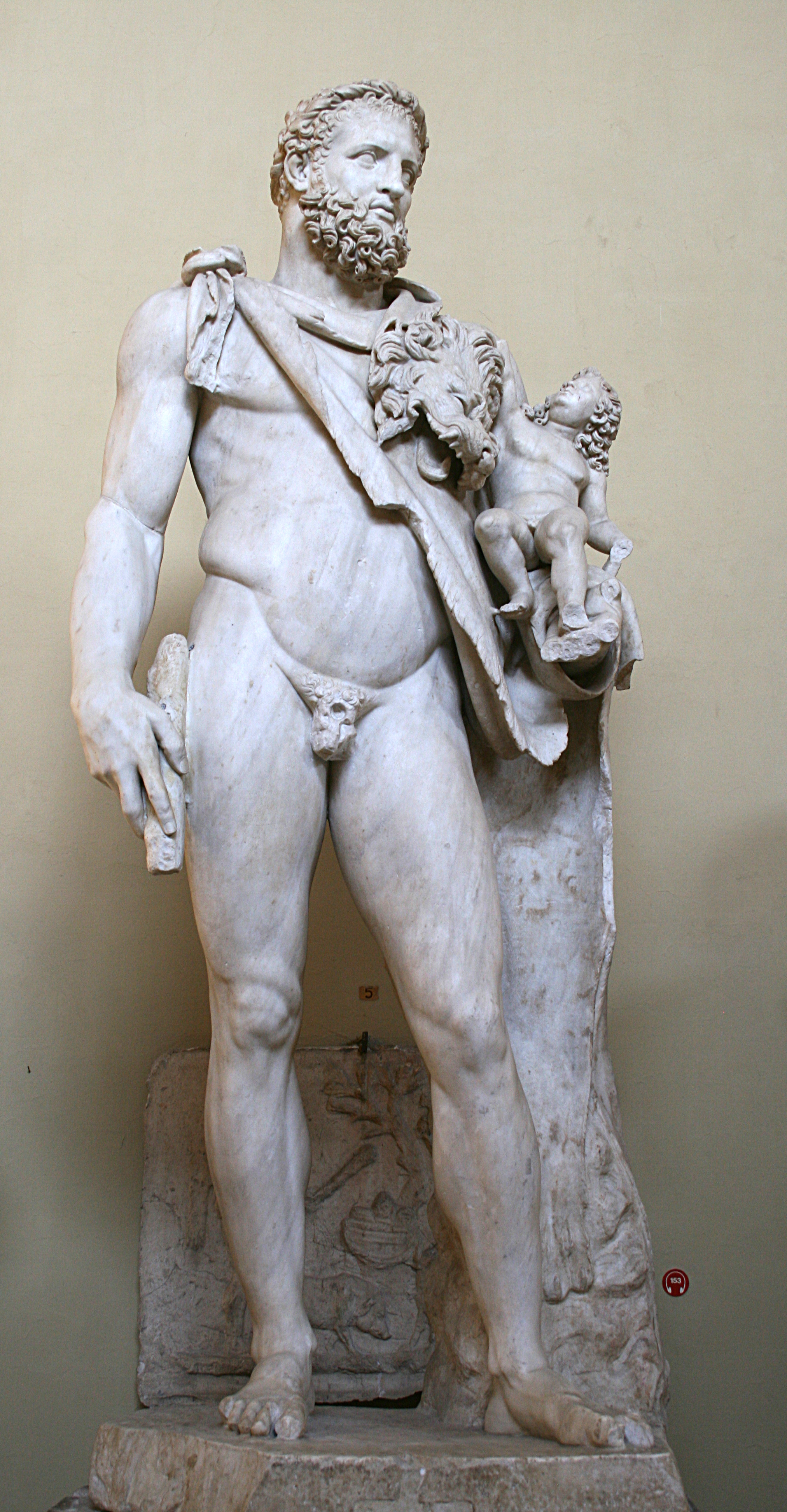
赤子のテーレポスを抱きかかえるヘーラクレース。前4世紀のギリシアの彫刻のローマ時代のコピー。バチカン美術館所蔵。

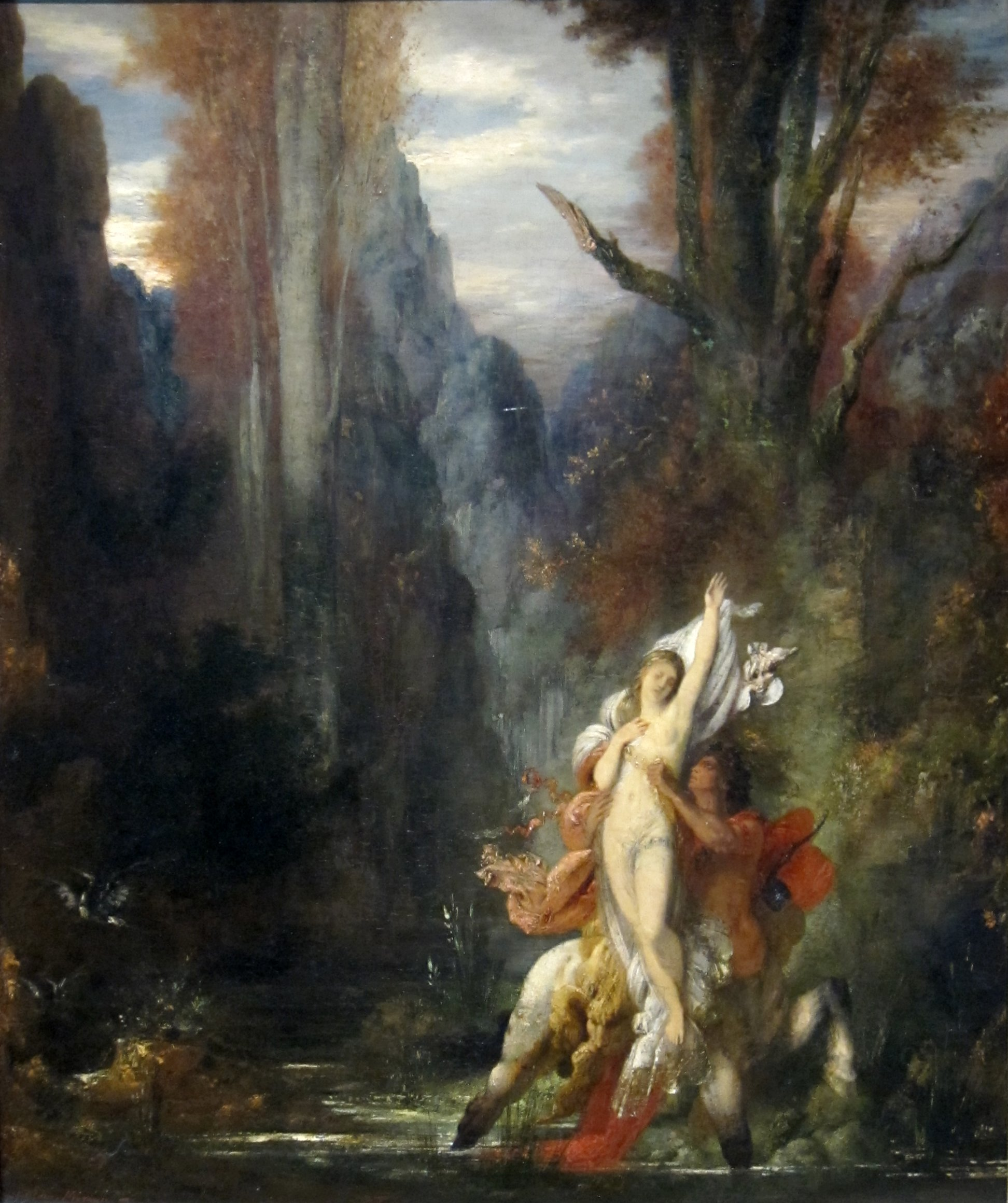
ギュスターヴ・モローの1872年の絵画『デーイアネイラ《秋》』。ゲティ・センター（en）所蔵。ネッソスに攫われるデーイアネイラを描いている。ネッソスはヘーラクレースに殺されるが、デーイアネイラは死の間際にネッソスから血を受け取る。

ヘーラクレイダイ（古希: Ἡρακλεῖδαι, Hērakleidai）は、ギリシア神話の英雄ヘーラクレースの子孫である。長母音を省略してヘラクレイダイとも表記される。
ヘーラクレイダイは「ヘーラクレースの後裔」の意であり、字義どおりに解釈するならば神話時代のヘーラクレースの子孫とその末裔を称する歴史時代の諸王家全体を指すが、ギリシア神話では通常、ヘーラクレースの嫡流であるデーイアネイラの子供たち（特に長男ヒュロス）の家系をいう。ヘーラクレースの死後、子供たちはミュケーナイの王エウリュステウスから迫害を受け、ペロポネーソス半島を去った。このためヘーラクレイダイにとってペロポネーソス半島に帰還することは、英雄の育ての父アムピトリュオーンがミュケーナイを追放されて以来の長きにわたる悲願となった。
このヘーラクレイダイの帰還の物語はギリシア神話の世界で起きた最後の大事件であり、トロイア戦争をはさんだ長期間にわたって語られ、歴史時代にはヘーラクレイダイの帰還はドーリア人の侵入と結びつけられた。また古代の悲劇作家たちはこの物語をしばしば題材に取り上げた。

## 概説
ヘーラクレイダイの物語は英雄ヘーラクレースの死から始まる苦難の物語である。彼らは戦争によってエウリュステウスに勝利した後も、何代にもわたって帰還を果たすことができなかった。ヘーラクレイダイの最大の協力者、ドーリア人の王アイギミオスは国難をヘーラクレースに救われたことに感謝して英雄の息子ヒュロスを養子とした。さらに国土を3分して、自分の2人の息子デュマース、パムピューロスと、ヒュロスに分け与え、王の2人の息子たちもヒュロスらヘーラクレイダイの帰還に協力した。しかしヘーラクレイダイがペロポネーソスに帰還を果たしたのはヒュロスから3代後のことだった。

### 神話の背景
この物語の背景にはドーリア人の大移動があるとされる。彼らはギリシア人の1分派であり、紀元前1200年頃に北方地域から南下してペロポネーソス半島に侵入し、その地に栄えていたミケーネ文明を崩壊させた後に定住した。これを裏付けるかのように、ドーリア人の征服をうけなかったアルカディア地方にキプロス方言と極めて近い方言が残っていることはよく知られている（キプロス＝アルカディア方言）。この侵入によってギリシアは紀元前700年頃までの数百年のあいだ、文字資料に乏しい暗黒時代に陥った。
この移動については古代の作家、著述家たちが伝えており、ドーリア人を率いた者たちはヘーラクレイダイで、彼らは父祖の地を取り戻すためにドーリア人の協力を得て帰還を果たしたのだとされる。具体的に帰還が果たされた時代については、たとえばトゥーキューディデースはトロイア戦争の80年後にドーリア人がヘーラクレイダイとともにペロポネーソス半島を支配したと述べ、パウサニアスはピュロスに帰国した老将ネストールの死後2世代後に、ドーリア人の遠征とヘーラクレイダイの帰還が起こったと述べている。
またドーリア人にはヒュレイス、デュマナタイ、パンピュロイの3つの部族があるが、各部族の名はヒュロスと、アイギミオスの2人の息子デュマース、パンピューロスに対応している。こうした伝承が生まれた背景にはドーリア人が特に信仰していた神の中にヘーラクレースがあり、ペルセウス王家の子孫であるヘーラクレースの伝説に結びつけることで自身の正当性を主張したことが考えられる。

## 主な登場人物
長老的人物
- アルクメーネー：ヘーラクレースの母。
- リキュムニオス：アルクメーネーの異母兄弟。
- イオラーオス：ヘーラクレースの兄弟イーピクレースの子。

主な指導者
- ヒュロス：ヘーラクレースとデーイアネイラの子。嫡男。
- アリストマコス：ヒュロスとイオレーの子であるクレオダイオスの子。
- テーメノス、クレスポンテース、アリストデーモス：アリストマコスの子。

主な保護者
- ケーユクス：トラーキース王。
- テーセウス、あるいはデーモポーン：アテーナイ王。
- アイギミオス：ドーリス人の王。ヒュロスを養子にしたともいわれる。

敵対者、および帰還に対する抵抗者たち
- エウリュステウス：ミュケーナイ王。
- エケモス：アルカディアのテゲアー王。
- ティーサメノス:オレステースの子で、ラケダイモーンとアルゴスの王。

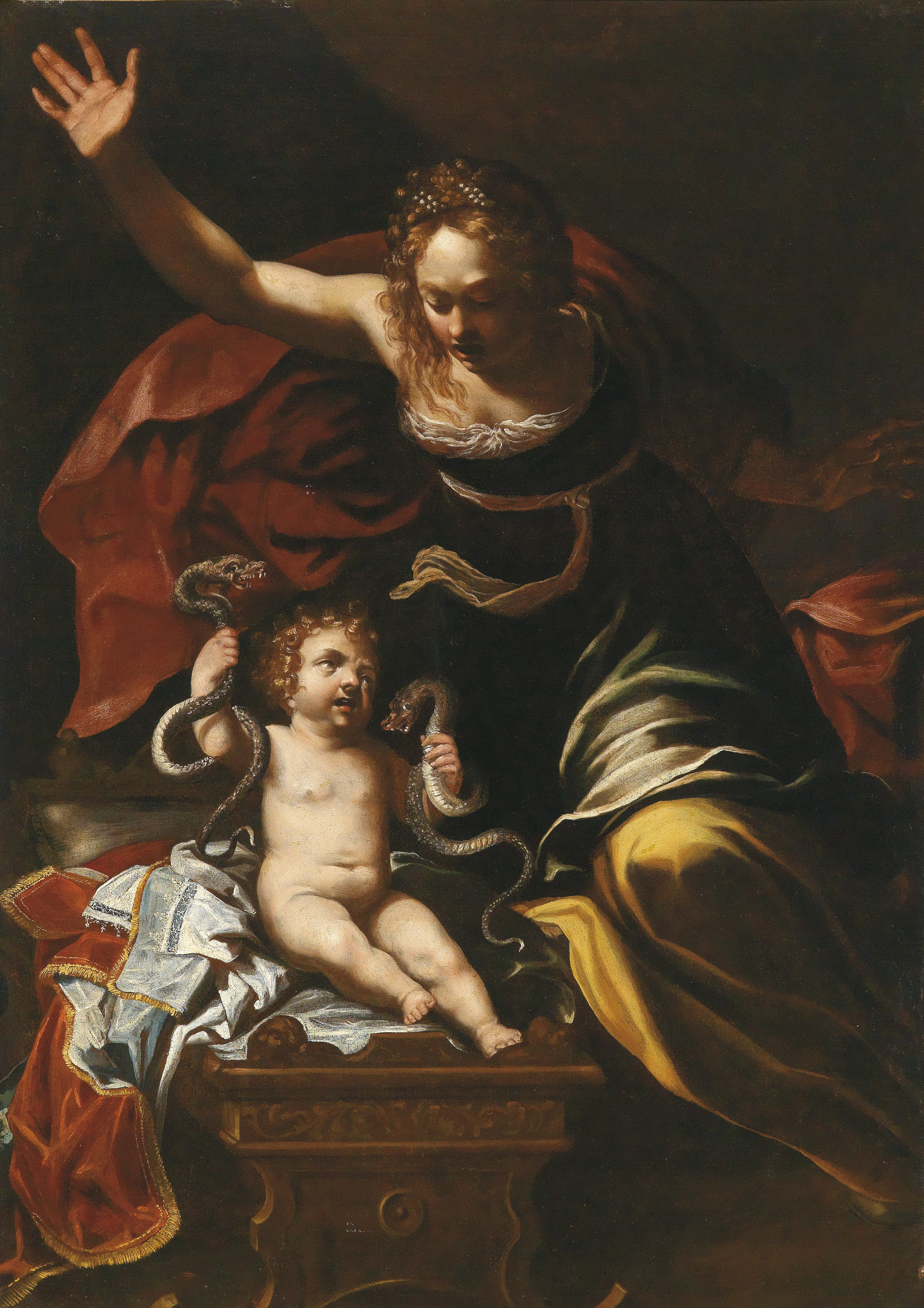
我が子に驚くアルクメーネー
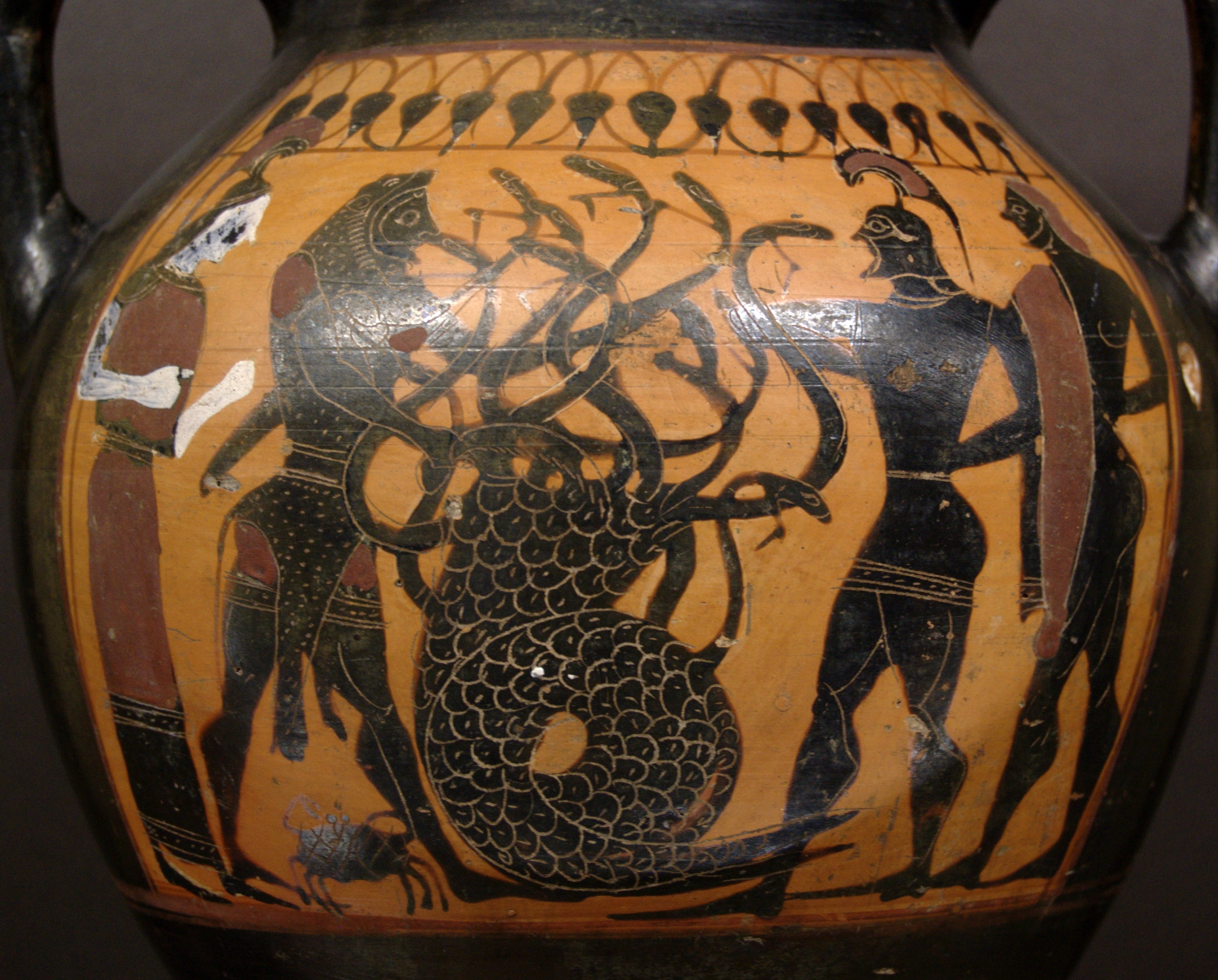
ヒュドラーと戦うヘーラクレースとイオラーオス
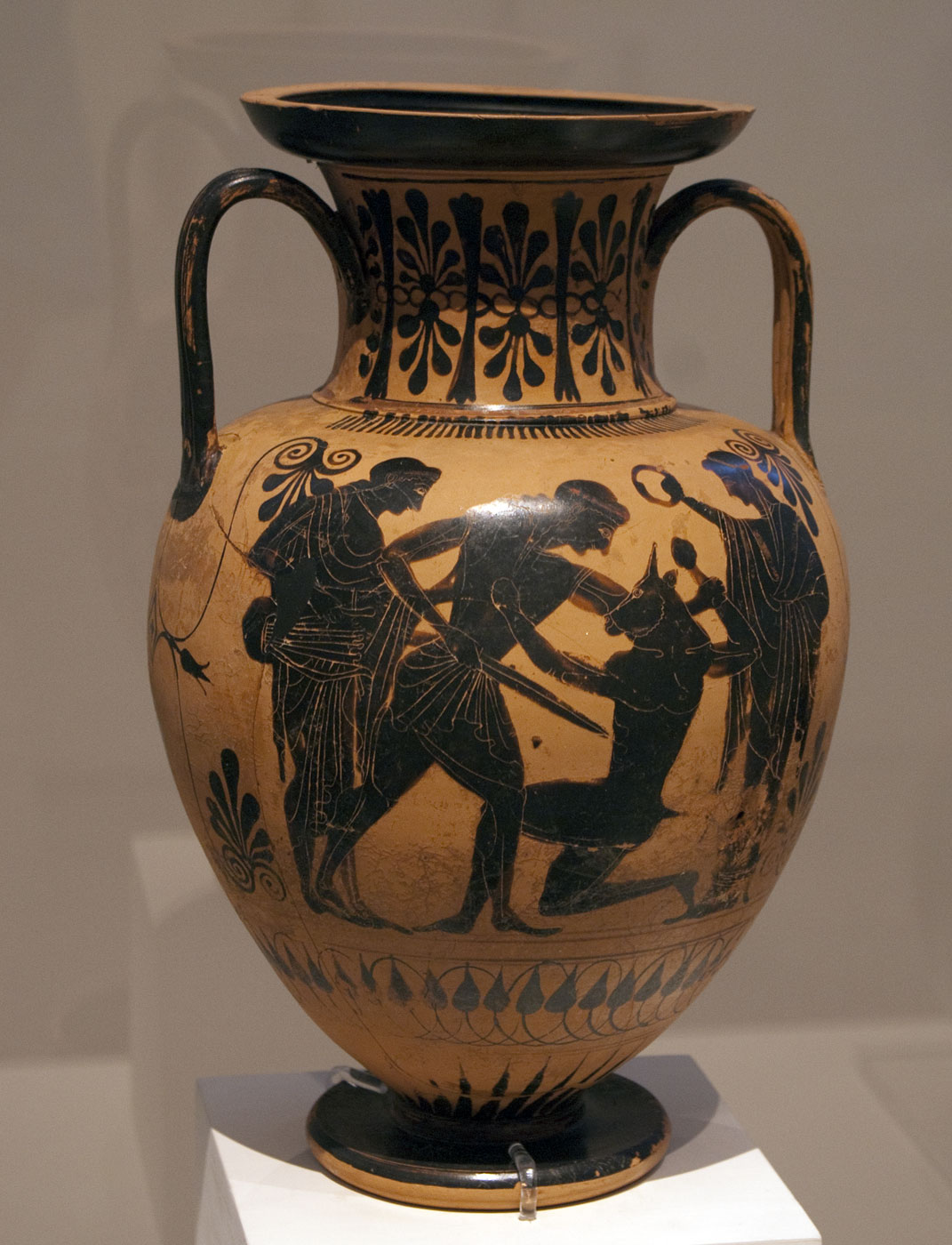
ミーノータウロスを退治するテーセウス
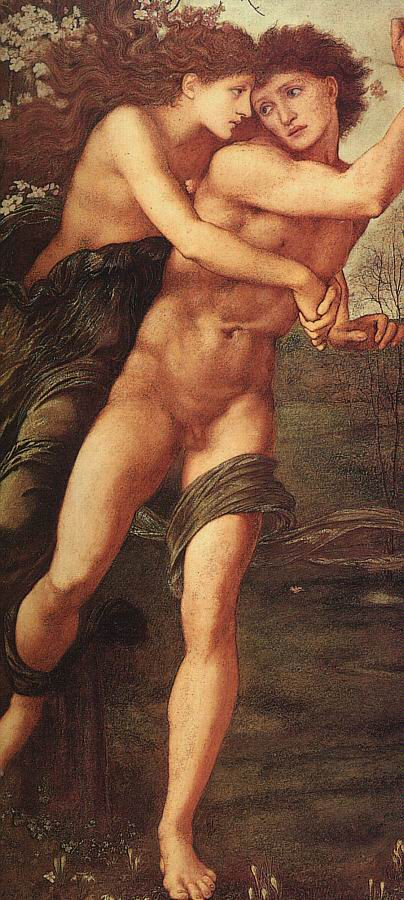
デーモポーンとピュリス
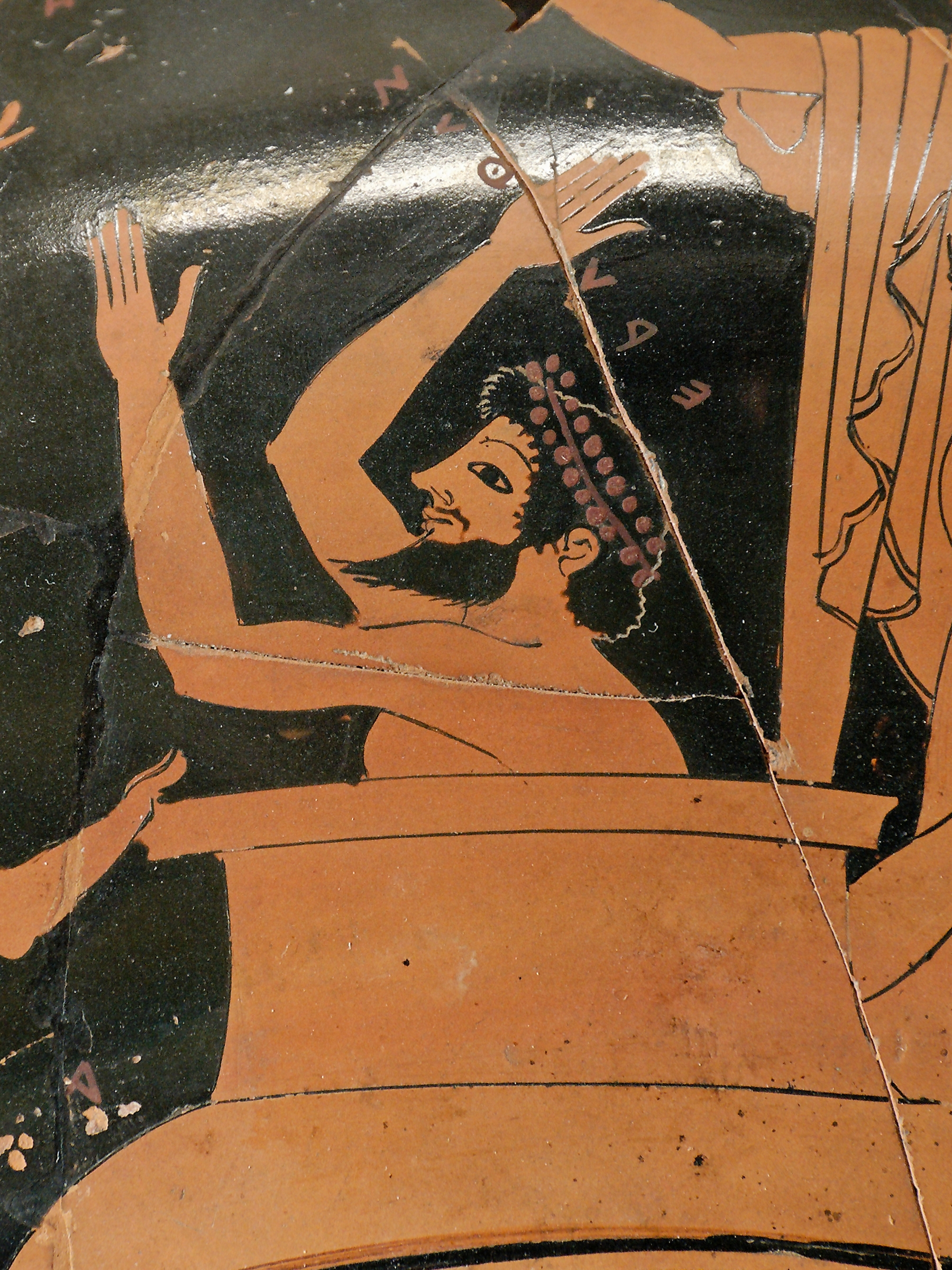
真鍮の壺にこもるエウリュステウス

## 神話

### ヘーラクレースの死

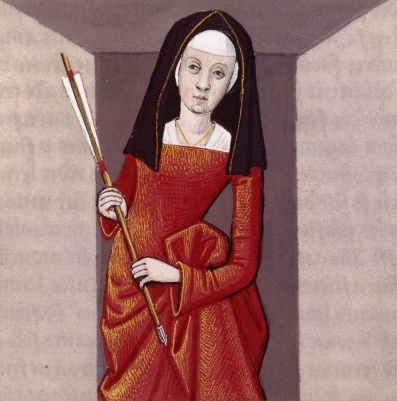
王女イオレー。

英雄ヘーラクレースの死は美女イオレーが原因だった。彼女はオイカリア王エウリュトスの娘で、ヘーラクレースはかつてイオレーに求婚したことがあったが、王とその子供たちの反対で結婚できなかった。ヘーラクレースはオイネウス王の娘デーイアネイラと結婚し、嫡子ヒュロスをもうけた後もこのことを忘れなかったのである。のちにヘーラクレースはオイカリアを攻め、エウリュトスの一族を殺し、王女イオレーを捕虜とした。
しかし、これを知ったデーイアネイラはヘーラクレースの愛を疑った。彼女はネッソスからもらった血を媚薬と信じて服に塗り、リカースに持って行かせた。しかしネッソスの血にはヘーラクレースが矢に塗ったヒュドラーの猛毒が混ざっていたため、服を着たヘーラクレースは毒で衰弱し、生きたまま火葬されることを望んだ。ヘーラクレースはヒュロスにイオレーを妻とすることを遺言し、火葬されてオリュンポスに昇り、神となった。

### エウリュステウスとの戦い
ヘーラクレースが死ぬと、エウリュステウスはヘーラクレイダイに対する迫害を開始した。彼らはトラーキースに身を寄せていたが、ケーユクス王は戦う力がなかったので、アテーナイの北東のマラトーンにあるゼウス神殿に逃げた。
エウリュステウスはアテーナイにヘーラクレイダイの引き渡しを要求したが、拒否されたため、軍を率いてアテーナイに迫った。アテーナイ人は女性がペルセポネーの生贄とならなければ勝利できないと神託で告げられていたため、ヘーラクレースの唯一の娘マカリアーが自ら命を絶った。エウリュステウスとアテーナイの戦争はアテーナイの勝利に終わった。この戦いではヒュロスが援軍を率いて戦い、若返ったイオラーオスも活躍した。エウリュステウスは逃亡したが、メガラーのスケイローン岩の付近でヒュロスに殺された。エウリュステウスの首を受け取ったアルクメーネーは、エウリュステウスの両目をくり抜いたという。
エウリュステウスの死後、ヘーラクレイダイはペロポネーソス半島を征服したが、全土に疫病が広がった。神託はヘーラクレイダイが運命よりも早く帰還したことが原因だと告げた。このためヘーラクレイダイは再びマラトーンに去った。ところでその直前、ヘーラクレースの子トレーポレモスが誤ってリキュムニオスを杖で打ち殺すという事件が起きた。他のヘーラクレイダイはトレーポレモスを非難したため、トレーポレモスはロドス島に去り、その地で王となった。

### ヒュロス3代の戦い

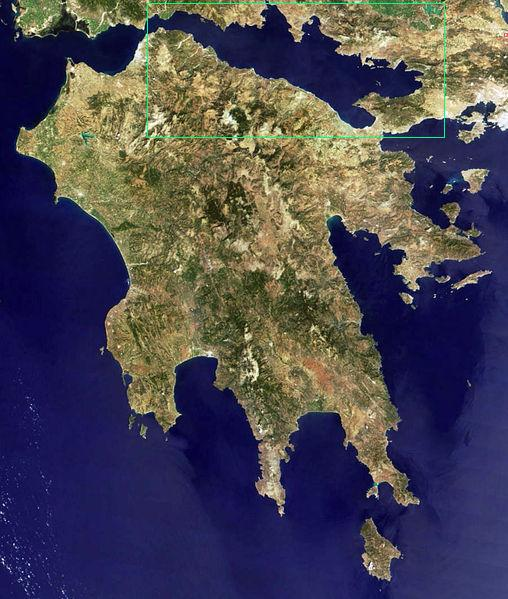
コリントス地峡とコリントス湾、ペロポネーソス半島。

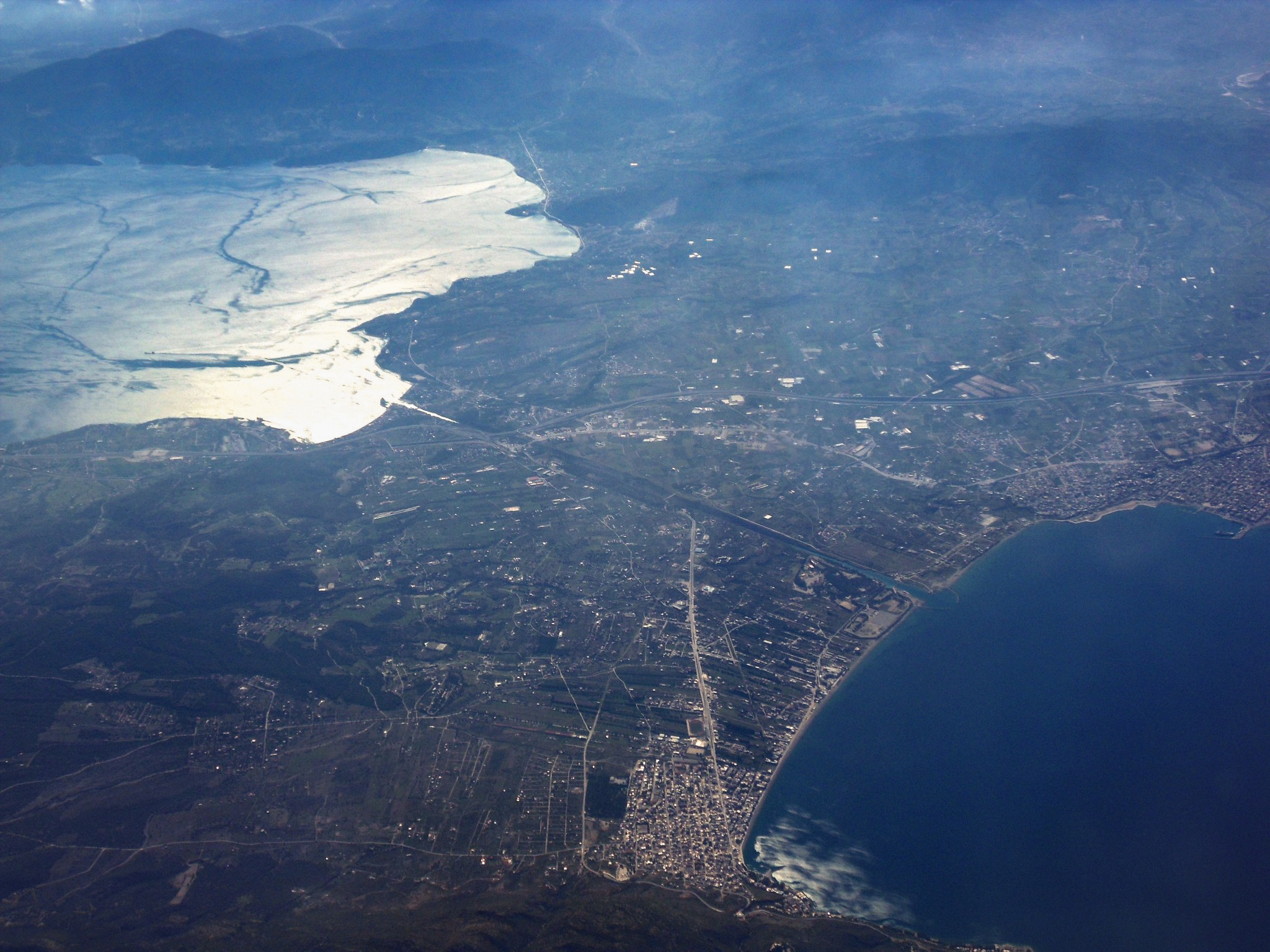
ヘーラクレイダイとペロポネーソスの軍勢が対峙したとされるコリントス地峡。

その後、ヒュロスは帰還を果たすためにデルポイの神託所に伺いを立てた。すると神託は「3度の収穫の後に帰還すべし」と告げた。このときに問題となったのは3度の収穫の意味するところである。ヒュロスはこれを「3年」と解釈し、3年後に軍を結集してペロポネーソス半島に向かった。一方、ペロポネーソス半島の諸都市もこれに対抗して軍を集め、両軍はコリントス地峡で対峙した。このときヒュロスは戦争をせずに、代表者の一騎討ちで勝敗を決し、もしヘーラクレイダイ側が勝利すればヘーラクレイダイはペロポネーソス半島に帰還して父祖の権利を主張できるが、もし負ければ今後100年間、帰還しないと提案した。そこでペロポネーソス側はアルカディアのテゲアーの王エケモスが志願し、ヘーラクレイダイはヒュロス自らが戦ったが、ヒュロスはエケモスに敗れて殺された。
ちなみに、この出来事の後にトロイア戦争が起きたといわれる。前述のトレーポレモスはロドス島の軍勢を率いてトロイア戦争に参加し、サルペードーンに討たれた。その後、ヒュロスとイオレーの子クレオダイオスはヘーラクレイダイを率いて帰還しようとして果たせなかった。
クレオダイオスの子アリストマコスは帰還を果たすため、再びデルポイに伺いを立てた。すると神託は「狭き場所より帰還すべし」と告げたので、アリストマコスは狭き場所をコリントス地峡のことと解釈し、再びコリントス地峡を通って帰還しようとした。しかしティーサメノスが抵抗し、この戦いでアリストマコスは戦死した。

### アリストマコスの子供たち
アリストマコスの子供たちテーメノス、アリストデーモス、クレスポンテースもまた帰還する術をデルポイの神託に伺った。ところが返ってきたのは、ヒュロスやアリストマコスが授かった神託と同じものだった。テーメノスは怒って、父祖は神の告げたとおりにしたのに行動したのに死んでしまったではないか、なぜ同じお告げなのか、と非難した。すると神託は、彼らが死んだのは神託を正しく理解できなかったためであり、3度の収穫の後とは、3世代（ヒュロス、クレオダイオス、アリストマコス）の後という意味であり、狭き場所とは、コリントス地峡の西の細長い海（コリントス湾）のことであると告げた。
神託の意味を理解したテーメノスは海を渡るため、ポーキスで軍船を建造した。その地はテーメノスが軍船を建造した故事によってナウパクトスと呼ばれるようになった。
しかしナウパクトスにとどまっている間、ヘーラクレイダイに災難が降りかかった。まず、アリストデーモスが双子の子供たちプロクレース、エウリュステネースを残して死んでしまった。原因は雷に撃たれたとも、アポローンに射殺されたとも、ピュラデースとエーレクトラーの子供たちに殺されたとも言われる。
また、ヘーラクレイダイの前に神がかった予言者（カルノス）が現れて予言の言葉を叫んだが、ヘーラクレイダイは彼をペロポネーソス側の人間の陰謀ではないかと疑って殺してしまった。するとヘーラクレイダイに災厄が降りかかり、建造した軍船はことごとく破壊され、兵も飢饉で離散してしまった。神託は災厄の原因は予言者の殺害にあり、殺害者を追放することで清めとし、3つ眼の男を帰還の案内人とすることを告げた。そこでテーメノスは殺害者ヒッポテースを追放し、3つ眼の男を探すと、片眼の馬に乗ったオクシュロスという男に出会った。この男はゴルゲー（ヘーラクレースの妻デーイアネイラの姉妹）の子孫で、殺人の罪でアイトーリアからエーリスに逃亡していた。テーメノスはオクシュロスが予言の男だと考え、ペロポネーソス半島へ案内を依頼した。
オクシュロスはコリントス地峡を通って陸路から帰還するのではなく、海を渡ってペロポネーソス半島に帰還することを勧め、海を渡るのに適したアイトーリアのモリュクリオンに案内した。ヘーラクレイダイはオクシュロスがエーリスを欲していることを知り、案内の返礼に、帰還を果たすことができたなら彼にエーリスを与えることを約束した。その後、オクシュロスの案内でペロポネーソス半島に帰還を果たすと、ティーサメノスとの戦いに勝利し、殺したとも、追放したともいわれる。後者の説によればヘーラクレイダイは、ラケダイモーンとアルゴスを支配していたティーサメノスと、メッセニア地方を支配していたネーレウスの子孫を追放したとされ、ティーサメノスはアカイア地方へ、ネーレウスの子孫はアテーナイへ去ったという。その後、テーメノスと、アリストデーモスの2子プロクレース、エウリュステネース、そしてクレスポンテースはどの土地を得るかをくじを引いて決め、テーメノスはアルゴスを、プロクレースとエウリュステネースはラケダイモーンを、クレスポンテースはメッセニアを得た。

### ヘーラクレイダイのその後
このくじ引きによって、ヘーラクレイダイはアルゴス王家、スパルタ（ラケダイモーン）王家、メッセニア王家の3つの王家に分裂することになった。これらの王家のその後は以下の通りである。
アルゴス王家
テーメノスは自分の息子よりも娘ヒュルネートーの夫デーイポンテースを重用したが、これはテーメノスが王位をデーイポンテースに譲るのではないか、という猜疑心を彼の息子たちに与えた。息子ケイソスたちはデーイポンテースとヒュルネートーを殺して王位を奪った。その後、アルゴスのヘーラクレイダイはケイソスの子メドーンから10代後に民衆たちによって王権を奪われた。
スパルタ王家

メッセニア王家
クレスポンテースは、アルカディア王キュプセロスの娘メロペーを妻としたが、ポリュポンテースに殺され、王権を奪われた。ポリュポンテースはメロペーを無理やり妻としたが、メロペーは唯一生き残った息子アイピュトスをアイトーリア地方に逃がした。後に成長したアイピュトスがポリュポンテースを殺した。その後アイピュトスが王となり、グラウコス、イストミオス、ドータダース、シュボタース、ピンタースと続き、ピンタースの子アンティオコスとアンドロクレスの時代に、スパルタとの間に第一次メッセニア戦争が起こった。

## 系譜
|                  |                  |                  |                  |                  |                  |                             |                             |                             |                             | ペルセウス （ミュケーナイ王家） |                             |                                   |                                   |                                   |                                   |                                   |                                   |                                   |                                   |                                   |                                   |                                 |                                 |                                 |                                 |                                     |                                     |                                     |                                     |                                     |                                     |                |                |                |                |                |                |                                 |                                 |                                 |                                 |                                 |                                 |  |  |  |  |  |  |  |  |  |  |  |  |  |  |  |  |  |  |  |  |  |  |  |  |
|                  |                  |                  |                  |                  |                  |                             |                             |                             |                             |                                 |                             |                                   |                                   |                                   |                                   |                                   |                                   |                                   |                                   |                                   |                                   |                                 |                                 |                                 |                                 |                                     |                                     |                                     |                                     |                                     |                                     |                |                |                |                |                |                |                                 |                                 |                                 |                                 |                                 |                                 |  |  |  |  |  |  |  |  |  |  |  |  |  |  |  |  |  |  |  |  |  |  |  |  |
|                  |                  |                  |                  |                  |                  |                             |                             |                             |                             |                                 |                             |                                   |                                   |                                   |                                   |                                   |                                   |                                   |                                   |                                   |                                   |                                 |                                 |                                 |                                 |                                     |                                     |                                     |                                     |                                     |                                     |                |                |                |                |                |                |                                 |                                 |                                 |                                 |                                 |                                 |  |  |  |  |  |  |  |  |  |  |  |  |  |  |  |  |  |  |  |  |  |  |  |  |
| ステネロス       | ステネロス       | ステネロス       | ステネロス       | ステネロス       | ステネロス       |                             |                             | アルカイオス                | アルカイオス                | アルカイオス                    | アルカイオス                | アルカイオス                      | アルカイオス                      |                                   |                                   |                                   |                                   |                                   |                                   | エーレクトリュオーン              | エーレクトリュオーン              | エーレクトリュオーン            | エーレクトリュオーン            | エーレクトリュオーン            | エーレクトリュオーン            |                                     |                                     |                                     |                                     |                                     |                                     |                |                |                |                |                |                | オイネウス （カリュドーン王家） | オイネウス （カリュドーン王家） | オイネウス （カリュドーン王家） | オイネウス （カリュドーン王家） | オイネウス （カリュドーン王家） | オイネウス （カリュドーン王家） |  |  |  |  |  |  |  |  |  |  |  |  |  |  |  |  |  |  |  |  |  |  |  |  |
| ステネロス       | ステネロス       | ステネロス       | ステネロス       | ステネロス       | ステネロス       |                             |                             | アルカイオス                | アルカイオス                | アルカイオス                    | アルカイオス                | アルカイオス                      | アルカイオス                      |                                   |                                   |                                   |                                   |                                   |                                   | エーレクトリュオーン              | エーレクトリュオーン              | エーレクトリュオーン            | エーレクトリュオーン            | エーレクトリュオーン            | エーレクトリュオーン            |                                     |                                     |                                     |                                     |                                     |                                     |                |                |                |                |                |                | オイネウス （カリュドーン王家） | オイネウス （カリュドーン王家） | オイネウス （カリュドーン王家） | オイネウス （カリュドーン王家） | オイネウス （カリュドーン王家） | オイネウス （カリュドーン王家） |  |  |  |  |  |  |  |  |  |  |  |  |  |  |  |  |  |  |  |  |  |  |  |  |
|                  |                  |                  |                  |                  |                  |                             |                             |                             |                             |                                 |                             |                                   |                                   |                                   |                                   |                                   |                                   |                                   |                                   |                                   |                                   |                                 |                                 |                                 |                                 |                                     |                                     |                                     |                                     |                                     |                                     |                |                |                |                |                |                |                                 |                                 |                                 |                                 |                                 |                                 |  |  |  |  |  |  |  |  |  |  |  |  |  |  |  |  |  |  |  |  |  |  |  |  |
| エウリュステウス | エウリュステウス | エウリュステウス | エウリュステウス | エウリュステウス | エウリュステウス |                             |                             | アムピトリュオーン          | アムピトリュオーン          | アムピトリュオーン              | アムピトリュオーン          | アムピトリュオーン                | アムピトリュオーン                |                                   |                                   | アルクメーネー                    | アルクメーネー                    | アルクメーネー                    | アルクメーネー                    | アルクメーネー                    | アルクメーネー                    |                                 |                                 | ゼウス                          | ゼウス                          | ゼウス                              | ゼウス                              | ゼウス                              | ゼウス                              |                                     |                                     | リキュムニオス | リキュムニオス | リキュムニオス | リキュムニオス | リキュムニオス | リキュムニオス |                                 |                                 |                                 |                                 |                                 |                                 |  |  |  |  |  |  |  |  |  |  |  |  |  |  |  |  |  |  |  |  |  |  |  |  |
| エウリュステウス | エウリュステウス | エウリュステウス | エウリュステウス | エウリュステウス | エウリュステウス |                             |                             | アムピトリュオーン          | アムピトリュオーン          | アムピトリュオーン              | アムピトリュオーン          | アムピトリュオーン                | アムピトリュオーン                |                                   |                                   | アルクメーネー                    | アルクメーネー                    | アルクメーネー                    | アルクメーネー                    | アルクメーネー                    | アルクメーネー                    |                                 |                                 | ゼウス                          | ゼウス                          | ゼウス                              | ゼウス                              | ゼウス                              | ゼウス                              |                                     |                                     | リキュムニオス | リキュムニオス | リキュムニオス | リキュムニオス | リキュムニオス | リキュムニオス |                                 |                                 |                                 |                                 |                                 |                                 |  |  |  |  |  |  |  |  |  |  |  |  |  |  |  |  |  |  |  |  |  |  |  |  |
|                  |                  |                  |                  |                  |                  |                             |                             |                             |                             |                                 |                             |                                   |                                   |                                   |                                   |                                   |                                   |                                   |                                   |                                   |                                   |                                 |                                 |                                 |                                 |                                     |                                     |                                     |                                     |                                     |                                     |                |                |                |                |                |                |                                 |                                 |                                 |                                 |                                 |                                 |  |  |  |  |  |  |  |  |  |  |  |  |  |  |  |  |  |  |  |  |  |  |  |  |
|                  |                  |                  |                  |                  |                  |                             |                             |                             |                             |                                 |                             |                                   |                                   |                                   |                                   |                                   |                                   |                                   |                                   |                                   |                                   |                                 |                                 |                                 |                                 |                                     |                                     |                                     |                                     |                                     |                                     |                |                |                |                |                |                |                                 |                                 |                                 |                                 |                                 |                                 |  |  |  |  |  |  |  |  |  |  |  |  |  |  |  |  |  |  |  |  |  |  |  |  |
|                  |                  |                  |                  | イーピクレース   | イーピクレース   | イーピクレース              | イーピクレース              | イーピクレース              | イーピクレース              |                                 |                             |                                   |                                   |                                   |                                   |                                   |                                   |                                   |                                   | ヘーラクレース                    | ヘーラクレース                    | ヘーラクレース                  | ヘーラクレース                  | ヘーラクレース                  | ヘーラクレース                  |                                     |                                     | デーイアネイラ                      | デーイアネイラ                      | デーイアネイラ                      | デーイアネイラ                      | デーイアネイラ | デーイアネイラ |                |                |                |                | ゴルゲー                        | ゴルゲー                        | ゴルゲー                        | ゴルゲー                        | ゴルゲー                        | ゴルゲー                        |  |  |  |  |  |  |  |  |  |  |  |  |  |  |  |  |  |  |  |  |  |  |  |  |
|                  |                  |                  |                  | イーピクレース   | イーピクレース   | イーピクレース              | イーピクレース              | イーピクレース              | イーピクレース              |                                 |                             |                                   |                                   |                                   |                                   |                                   |                                   |                                   |                                   | ヘーラクレース                    | ヘーラクレース                    | ヘーラクレース                  | ヘーラクレース                  | ヘーラクレース                  | ヘーラクレース                  |                                     |                                     | デーイアネイラ                      | デーイアネイラ                      | デーイアネイラ                      | デーイアネイラ                      | デーイアネイラ | デーイアネイラ |                |                |                |                | ゴルゲー                        | ゴルゲー                        | ゴルゲー                        | ゴルゲー                        | ゴルゲー                        | ゴルゲー                        |  |  |  |  |  |  |  |  |  |  |  |  |  |  |  |  |  |  |  |  |  |  |  |  |
|                  |                  |                  |                  |                  |                  |                             |                             |                             |                             |                                 |                             |                                   |                                   |                                   |                                   |                                   |                                   |                                   |                                   |                                   |                                   |                                 |                                 |                                 |                                 |                                     |                                     |                                     |                                     |                                     |                                     |                |                |                |                |                |                |                                 |                                 |                                 |                                 |                                 |                                 |  |  |  |  |  |  |  |  |  |  |  |  |  |  |  |  |  |  |  |  |  |  |  |  |
|                  |                  |                  |                  |                  |                  |                             |                             |                             |                             |                                 |                             |                                   |                                   |                                   |                                   |                                   |                                   |                                   |                                   |                                   |                                   |                                 |                                 |                                 |                                 |                                     |                                     |                                     |                                     |                                     |                                     |                |                |                |                |                |                |                                 |                                 |                                 |                                 |                                 |                                 |  |  |  |  |  |  |  |  |  |  |  |  |  |  |  |  |  |  |  |  |  |  |  |  |
|                  |                  |                  |                  | イオラーオス     | イオラーオス     | イオラーオス                | イオラーオス                | イオラーオス                | イオラーオス                |                                 |                             | イオレー                          | イオレー                          | イオレー                          | イオレー                          | イオレー                          | イオレー                          |                                   |                                   | ヒュロス                          | ヒュロス                          | ヒュロス                        | ヒュロス                        | ヒュロス                        | ヒュロス                        |                                     |                                     | マカリアー                          | マカリアー                          | マカリアー                          | マカリアー                          | マカリアー     | マカリアー     |                |                |                |                | トアース                        | トアース                        | トアース                        | トアース                        | トアース                        | トアース                        |  |  |  |  |  |  |  |  |  |  |  |  |  |  |  |  |  |  |  |  |  |  |  |  |
|                  |                  |                  |                  | イオラーオス     | イオラーオス     | イオラーオス                | イオラーオス                | イオラーオス                | イオラーオス                |                                 |                             | イオレー                          | イオレー                          | イオレー                          | イオレー                          | イオレー                          | イオレー                          |                                   |                                   | ヒュロス                          | ヒュロス                          | ヒュロス                        | ヒュロス                        | ヒュロス                        | ヒュロス                        |                                     |                                     | マカリアー                          | マカリアー                          | マカリアー                          | マカリアー                          | マカリアー     | マカリアー     |                |                |                |                | トアース                        | トアース                        | トアース                        | トアース                        | トアース                        | トアース                        |  |  |  |  |  |  |  |  |  |  |  |  |  |  |  |  |  |  |  |  |  |  |  |  |
|                  |                  |                  |                  |                  |                  |                             |                             |                             |                             |                                 |                             |                                   |                                   |                                   |                                   |                                   |                                   |                                   |                                   |                                   |                                   |                                 |                                 |                                 |                                 |                                     |                                     |                                     |                                     |                                     |                                     |                |                |                |                |                |                |                                 |                                 |                                 |                                 |                                 |                                 |  |  |  |  |  |  |  |  |  |  |  |  |  |  |  |  |  |  |  |  |  |  |  |  |
|                  |                  |                  |                  | レイペピレー     | レイペピレー     | レイペピレー                | レイペピレー                | レイペピレー                | レイペピレー                |                                 |                             |                                   |                                   |                                   |                                   | クレオダイオス                    | クレオダイオス                    | クレオダイオス                    | クレオダイオス                    | クレオダイオス                    | クレオダイオス                    |                                 |                                 |                                 |                                 |                                     |                                     |                                     |                                     |                                     |                                     |                |                |                |                |                |                | ハイモーン                      | ハイモーン                      | ハイモーン                      | ハイモーン                      | ハイモーン                      | ハイモーン                      |  |  |  |  |  |  |  |  |  |  |  |  |  |  |  |  |  |  |  |  |  |  |  |  |
|                  |                  |                  |                  | レイペピレー     | レイペピレー     | レイペピレー                | レイペピレー                | レイペピレー                | レイペピレー                |                                 |                             |                                   |                                   |                                   |                                   | クレオダイオス                    | クレオダイオス                    | クレオダイオス                    | クレオダイオス                    | クレオダイオス                    | クレオダイオス                    |                                 |                                 |                                 |                                 |                                     |                                     |                                     |                                     |                                     |                                     |                |                |                |                |                |                | ハイモーン                      | ハイモーン                      | ハイモーン                      | ハイモーン                      | ハイモーン                      | ハイモーン                      |  |  |  |  |  |  |  |  |  |  |  |  |  |  |  |  |  |  |  |  |  |  |  |  |
|                  |                  |                  |                  | ヒッポテース     | ヒッポテース     | ヒッポテース                | ヒッポテース                | ヒッポテース                | ヒッポテース                |                                 |                             |                                   |                                   |                                   |                                   | アリストマコス                    | アリストマコス                    | アリストマコス                    | アリストマコス                    | アリストマコス                    | アリストマコス                    |                                 |                                 |                                 |                                 |                                     |                                     |                                     |                                     |                                     |                                     |                |                |                |                |                |                | オクシュロス                    | オクシュロス                    | オクシュロス                    | オクシュロス                    | オクシュロス                    | オクシュロス                    |  |  |  |  |  |  |  |  |  |  |  |  |  |  |  |  |  |  |  |  |  |  |  |  |
|                  |                  |                  |                  | ヒッポテース     | ヒッポテース     | ヒッポテース                | ヒッポテース                | ヒッポテース                | ヒッポテース                |                                 |                             |                                   |                                   |                                   |                                   | アリストマコス                    | アリストマコス                    | アリストマコス                    | アリストマコス                    | アリストマコス                    | アリストマコス                    |                                 |                                 |                                 |                                 |                                     |                                     |                                     |                                     |                                     |                                     |                |                |                |                |                |                | オクシュロス                    | オクシュロス                    | オクシュロス                    | オクシュロス                    | オクシュロス                    | オクシュロス                    |  |  |  |  |  |  |  |  |  |  |  |  |  |  |  |  |  |  |  |  |  |  |  |  |
|                  |                  |                  |                  |                  |                  |                             |                             |                             |                             |                                 |                             |                                   |                                   |                                   |                                   |                                   |                                   |                                   |                                   |                                   |                                   |                                 |                                 |                                 |                                 |                                     |                                     |                                     |                                     |                                     |                                     |                |                |                |                |                |                |                                 |                                 |                                 |                                 |                                 |                                 |  |  |  |  |  |  |  |  |  |  |  |  |  |  |  |  |  |  |  |  |  |  |  |  |
|                  |                  |                  |                  |                  |                  | テーメノス （アルゴス王家） | テーメノス （アルゴス王家） | テーメノス （アルゴス王家） | テーメノス （アルゴス王家） | テーメノス （アルゴス王家）     | テーメノス （アルゴス王家） |                                   |                                   |                                   |                                   | アリストデーモス （スパルタ王家） | アリストデーモス （スパルタ王家） | アリストデーモス （スパルタ王家） | アリストデーモス （スパルタ王家） | アリストデーモス （スパルタ王家） | アリストデーモス （スパルタ王家） |                                 |                                 |                                 |                                 | クレスポンテース （メッセニア王家） | クレスポンテース （メッセニア王家） | クレスポンテース （メッセニア王家） | クレスポンテース （メッセニア王家） | クレスポンテース （メッセニア王家） | クレスポンテース （メッセニア王家） |                |                |                |                |                |                |                                 |                                 |                                 |                                 |                                 |                                 |  |  |  |  |  |  |  |  |  |  |  |  |  |  |  |  |  |  |  |  |  |  |  |  |
|                  |                  |                  |                  |                  |                  | テーメノス （アルゴス王家） | テーメノス （アルゴス王家） | テーメノス （アルゴス王家） | テーメノス （アルゴス王家） | テーメノス （アルゴス王家）     | テーメノス （アルゴス王家） |                                   |                                   |                                   |                                   | アリストデーモス （スパルタ王家） | アリストデーモス （スパルタ王家） | アリストデーモス （スパルタ王家） | アリストデーモス （スパルタ王家） | アリストデーモス （スパルタ王家） | アリストデーモス （スパルタ王家） |                                 |                                 |                                 |                                 | クレスポンテース （メッセニア王家） | クレスポンテース （メッセニア王家） | クレスポンテース （メッセニア王家） | クレスポンテース （メッセニア王家） | クレスポンテース （メッセニア王家） | クレスポンテース （メッセニア王家） |                |                |                |                |                |                |                                 |                                 |                                 |                                 |                                 |                                 |  |  |  |  |  |  |  |  |  |  |  |  |  |  |  |  |  |  |  |  |  |  |  |  |
|                  |                  |                  |                  |                  |                  |                             |                             |                             |                             |                                 |                             |                                   |                                   |                                   |                                   |                                   |                                   |                                   |                                   |                                   |                                   |                                 |                                 |                                 |                                 |                                     |                                     |                                     |                                     |                                     |                                     |                |                |                |                |                |                |                                 |                                 |                                 |                                 |                                 |                                 |  |  |  |  |  |  |  |  |  |  |  |  |  |  |  |  |  |  |  |  |  |  |  |  |
|                  |                  |                  |                  |                  |                  |                             |                             |                             |                             |                                 |                             | プロクレース （エウリュポーン朝） | プロクレース （エウリュポーン朝） | プロクレース （エウリュポーン朝） | プロクレース （エウリュポーン朝） | プロクレース （エウリュポーン朝） | プロクレース （エウリュポーン朝） |                                   |                                   | エウリュステネース （アギス朝）   | エウリュステネース （アギス朝）   | エウリュステネース （アギス朝） | エウリュステネース （アギス朝） | エウリュステネース （アギス朝） | エウリュステネース （アギス朝） |                                     |                                     |                                     |                                     |                                     |                                     |                |                |                |                |                |                |                                 |                                 |                                 |                                 |                                 |                                 |  |  |  |  |  |  |  |  |  |  |  |  |  |  |  |  |  |  |  |  |  |  |  |  |

## 文学作品
エウリーピデースはヘーラクレイダイを題材にいくつかの悲劇作品を書いた。『ヘーラクレースの子供たち』、『アルケラーオス』、『クレスポンテース』、『テーメノス』、『テーメノスの子供たち』などが知られているが、ほぼ完全な形で現存しているのは『ヘーラクレースの子供たち』のみである。これはミュケーナイの王エウリュステウスとアテーナイの戦争を題材としている。なお、『アルケラーオス』、『クレスポンテース』に関しては、エウリーピデースの悲劇に範をとったと考えられる物語がヒュギーヌスによって採録されている。

## その他のヘーラクレイダイ
テスピオスの娘たちとの間の子供たち
ヘーラクレースが若いころにテスピアイの王テスピオスの50人の娘たちとの間にもうけた子供たちは、ヘーラクレースに命じられてサルディニア島に移住した。彼らの指導者はイオラーオスであったといわれ、その後イオラーオスはギリシアに帰ったが、ヘーラクレースの子孫は何代も島を統治し続けたのちにイタリアのクマエーに移住したとされる。
テーレポス
ヘーラクレースがアルカディアのテゲアー王アレオスの娘アウゲーとの間にもうけた子供である。後にミューシアの王となり、トロイア戦争のときにはギリシア軍をトロイアに導く役目を果たした。一説に妻ヒエラーとの子供たちタルコーンとテュルセーノスはイタリアに移住したといわれる。なお、ヒュロスの帰還を阻んだテゲアーの王エケモスはアレオスの子孫である。
リューディア王家
ギリシア神話によれば、リューディア王家はオムパレーとヘーラクレースの子アゲラーオスに由来し、後世の伝説的な王クロイソスはその末裔であるとされる。ヘロドトスによると、リューディア王家はリュドスの子孫から、イーアルダノスの女奴隷とヘーラクレースの子アルカイオスの子孫に王権が移ったが、カンダレウス王は部下のギュゲースに妻の着替えをのぞかせたために妻の恨みをかい、妻に脅迫されたギュゲースに殺されたという。こうしてリュディアの王権はヘーラクレイダイ家からメルムナス家に移り、その家系からクロイソス王が出たとされる。
マケドニア王家
マケドニア王家はヘーラクレイダイのテーメノスに由来するといわれる。